# Tantalit-(Mn)
Tantalit-(Mn) ist ein seltenes Mineral aus der Mineralklasse der Oxide und Hydroxide. Es kristallisiert im rhombischen Kristallsystem mit der Zusammensetzung Mn2+Ta2O6, ist also ein Mangan-Tantal-Oxid.
Tantalit-(Mn) bildet kurzprismatische, isometrische oder tafelige Kristalle, die zu parallel oder subparallel angeordneten Aggregaten verwachsen sind, findet sich daneben auch in Form von körnigen bis massiven Aggregaten und in Seifen auch in abgerollten Körnern.
Die Typlokalität des Tantalits-(Mn) sind Pegmatitgänge im Bereich der „Utö gruvor“ (Gruben von Utö) auf der Insel Utö (Koordinaten des Pegmatits Utö), Gemeinde Haninge, Provinz Stockholms län (historische Provinz Södermanland), Schweden.

## Etymologie und Geschichte
Im Jahre 1802 fand Anders Gustaf Ekeberg in zwei neu entdeckten Mineralen aus Ytterby in Schweden und Skogsböle bei Kimito (heute Kimitoön bzw. Kemiönsaari), Landschaft Varsinais-Suomi, Finnland, ein neues chemisches Element und beschrieb es als Tantalum (deutsch Tantal). Die beiden neuen Minerale benannte er als Tantalit (Kimito) und Yttrotantalit (Ytterby).
Den Namen Tantal wählte Ekeberg nach der griechischen mythologischen Gestalt Tantalos – aufgrund der Schwierigkeit, die entsprechenden Minerale in Lösung zu bringen:

”Sjelfva recruten bland metallerne kallar jag Tantalum, dels för at följa bruket, from gillar namn ur Mythologien, dels för at alludera på defs oförmögenhet at, midt i öfverflödet af fyra, däraf taga något åt fig och mättas.”

„Das neue Mineral selbst nenne ich Tantalum, theils dem Gebrauche zufolge, welcher Namen aus der Götterlehre gut heißt, theils auf sein Unvermögen, mitten im Überflusse von Säure etwas von derselben anzunehmen und gesättigt zu werden, anzuspielen.“

Die Bezeichnung Mangantantalit (schwedisch Mangan-tantalit) geht auf Adolf Erik Nordenskiöld zurück, der mit diesem Terminus 1876/77 ein rotes bis schwarzbraunes, im durchfallenden Licht schön rotes Mineral aus den Gruben auf der schwedischen Insel Utö aufgrund von dessen dominierenden Gehalten an Mangan und Tantal bezeichnete. Nach Andreas Arzruni handelt es sich bei diesem Mineral aufgrund der zu geringen Dichte jedoch um einen niobdominierten und nicht um einen tantaldominierten Vertreter der Columbit-Tantalit-Mischkristallreihe. Arzruni selbst bezeichnete auf einen Vorschlag von Christian Wilhelm Blomstrand hin ein wahrscheinlich im Waschgold der Goldseifen von „Bakakin“ im Gebiet von Sanarka, Südural, Föderationskreis Ural, Russland, geborgenes Mineral als Manganotantalit.
Paul Ramdohr und Hugo Strunz zufolge stellen lediglich die Endglieder der Columbit-Mischkristallreihe Niobit und Tantalit eigenständige Minerale dar, was in vielen anderen Nachschlagwerken aus dieser Zeit ähnlich gehandhabt wurde. Manganotantalit galt genau wie Manganoniobit und Magnesioniobit lediglich als Varietät. Im Zuge der Ersetzung einer Präfix-dominierten durch eine Suffix-dominierte Nomenklatur durch die International Mineralogical Association (IMA) wurde das Mineral Manganotantalit in Tantalit-(Mn) (englisch Tantalite-(Mn)) umbenannt und der Terminus Manganotantalit diskreditiert.
Typmaterial ist für das Mineral nicht definiert. Aufgrund der Entdeckung und Erstbeschreibung vor 1959 zählt Tantalit-(Mn) zu den Mineralen, die von der IMA als Grandfathered bezeichnet werden.

## Klassifikation
In der veralteten 8. Auflage der Mineralsystematik nach Strunz gehörte der Tantalit-(Mn) zur Mineralklasse der „Oxide und Hydroxide“ und dort zur Abteilung „MO2- und verwandte Verbindungen“, wo er gemeinsam mit Columbit, Columbit-(Mg), Columbit-(Mn) und Tantalit in der „Columbit-Reihe“ mit der Systemnummer IV/D.10a steht.
In der zuletzt 2018 überarbeiteten Lapis-Systematik nach Stefan Weiß, die formal auf der alten Systematik von Karl Hugo Strunz in der 8. Auflage basiert, erhielt das Mineral die System- und Mineralnummer IV/D.18-040. Dies entspricht der Klasse der „Oxide und Hydroxide“ und dort der Abteilung „Oxide mit dem Stoffmengenverhältnis Metall : Sauerstoff = 1 : 2 (MO2 und verwandte Verbindungen)“, wo Tantalit-(Mn) zusammen mit Columbit-(Fe), Columbit-(Mg), Columbit-(Mn), Tantalit-(Fe) und Tantalit-(Mg) die „Columbitgruppe“ mit der Systemnummer IV/D.18 bildet.
Die von der International Mineralogical Association (IMA) zuletzt 2009 aktualisierte 9. Auflage der Strunz’schen Mineralsystematik ordnet den Tantalit-(Mn) in die Klasse der „Oxide (Hydroxide, V[5,6]-Vanadate, Arsenite, Antimonite, Bismutite, Sulfite, Selenite, Tellurite, Iodate)“ und dort in die Abteilung „Metall : Sauerstoff = 1 : 2 und vergleichbare“ ein. Hier ist das Mineral in der Unterabteilung „Mit mittelgroßen Kationen; Ketten kantenverknüpfter Oktaeder“ zu finden, wo es zusammen mit Columbit-(Fe), Columbit-(Mg), Columbit-(Mn), Qitianlingit, Tantalit-(Fe) und Tantalit-(Mg) die „Columbit-Gruppe“ mit der Systemnummer 4.DB.35 bildet.
In der vorwiegend im englischen Sprachraum gebräuchlichen Systematik der Minerale nach Dana hat Tantalit-(Mn) die System- und Mineralnummer 08.03.02.03. Das entspricht der Klasse der „Oxide und Hydroxide“ und dort der Abteilung „Mehrfache Oxide mit Nb, Ta und Ti“. Hier findet er sich innerhalb der Unterabteilung „Mehrfache Oxide mit Nb, Ta und Ti und der Formel A(B2O6)“ in der Gruppe „Tantalit-Columbit-Reihe“, in der auch Tantalit-(Fe), Columbit-(Fe), Columbit-(Mn), Columbit-(Mg) und Tantalit-(Mg) eingeordnet sind.

## Chemismus

Quadrilaterales Diagramm der Mn-Fe-Ta-Nb-Minerale der Columbitgruppe mit der Mischungslücke

Zehn Mikrosondenanalysen an Tantalit-(Mn) aus dem LCT-Granitpegmatit „Koktokay No. 3“ der Lagerstätte „Altay“ im „Pegmatitfeld Koktokay“, Uigurisches Autonomes Gebiet Xinjiang, Volksrepublik China, ergaben Mittelwerte von 66,34 % Ta2O5; 15,49 % Nb2O5; 13,57 % MnO; 1,10 % FeO; 0,08 % TiO2; 0,02 % Sb2O5 (Summe 96,60 %), aus denen sich die empirische Formel (Mn2+0,93,Fe2+0,07)Σ=1,00(Ta1,44Nb0,56)Σ=2,00O6 errechnete. Diese Formel wurde zu Mn2+Ta2O6 vereinfacht, welche Gehalte von 86,17 % Ta2O5 und 13,63 % MnO erfordert. Die offizielle Formel der IMA lautet ebenfalls Mn2+Ta2O6. Wie alle Vertreter der Columbitgruppe kann auch Tantalit-(Mn) signifikante Mengen an Uran, Metallen der Seltenen Erden, Calcium und Thorium und/oder dreiwertiges Eisen (Fe3+), Scandium, Titan, Zinn und Wolfram enthalten.
Tantalit-(Mn) stellt das Ta5+-dominante Analogon zum Fe2+-dominierten Columbit-(Mn), MnNb2O6, dar, mit dem er eine kontinuierliche Mischkristallreihe bildet. Er bildet ferner das Mn2+-dominante Analogon zum Fe2+-dominierten Tantalit-(Fe) (bzw. dessen tetragonalem Dimorph Tapiolit-(Fe)), FeTa2O6, sowie das Mn2+Ta5+-dominante Analogon zum Fe2+Nb5+-dominierten Columbit-(Fe), FeNb2O6 – eine Mischkristallbildung ist hier jedoch aufgrund der Mischungslücke im quadrilateralen Diagramm der Endglieder der Columbitgruppe (siehe die nebenstehende Abbildung) nur partiell möglich. Schließlich ist er auch das Mn2+-dominante Analogon zum Mg2+-dominierten Tantalit-(Mg), (Mg,Fe2+)(Ta,Nb)2O6, und das Mn2+Ta5+-dominante Analogon zum Mn2+Nb5+-dominierten Columbit-(Mg), (Mg,Fe,Mn)(Nb,Ta)2O6.
Chemisch identisch mit Tantalit-(Mn) sind sein tetragonaler Dimorph Tapiolit-(Mn) sowie Tantalowodginit, (Mn2+0,5□0,5)TaTa2O8.

## Kristallstruktur
Tantalit-(Mn) kristallisiert im orthorhombischen Kristallsystem in der Raumgruppe Pbcn (Raumgruppen-Nr. 60) mit den Gitterparametern a = 14,41 Å; b = 5,76 Å und c = 5,08 Å sowie vier Formeleinheiten pro Elementarzelle.
Wie bei allen Vertretern der Columbitgruppe besteht die Kristallstruktur des Tantalits-(Mn) aus ecken- und kantenverknüpften Oktaedern, die zu Ketten parallel [001] und Schichten parallel [100] zusammentreten. Nach Petr Černý und Scott Ercit handelt es sich dabei um gewellte Schichten aus Zickzack-Ketten, die aus Oktaedern mit gemeinsamen Kanten bestehen, welche über gemeinsame Ecken miteinander verbunden sind.
Die Struktur ähnelt der des Scrutinyits, α-PbO2, jedoch resultiert aus dem Vorhandensein von drei verschiedenen Typen von Ketten und Schichten [… (AB),(BA),(BB) …] eine Verdreifachung der Dimensionen der Einheitszelle. Es handelt sich um eine 6-Schicht-Überstruktur von α-PbO2, wobei diese Überstruktur bei einer Temperaturerhöhung langsam verloren geht. Bei 1100 °C ist die Ordnung der Kationen weitgehend statistisch und entspricht der α-PbO2-Struktur. Die Struktur selbst stellt eine hexagonal dichteste Packung der Sauerstoffatome dar, bei der sowohl die Atome auf der A-Position (in diesem Fall Mn2+) als auch die Atome auf der B-Position (hier Ta) oktaedrisch koordiniert sind. Die Kationen besetzen die Hälfte der zur Verfügung stehenden oktaedrischen Positionen. B-Kationen (hier Tantal) bilden Doppelschichten aus kantenverknüpften Oktaedern, die mit Einzelschichten aus A-Kationen (hier Mangan) alternieren.
Tantalit-(Mn) ist isotyp (isostrukturell) zu den anderen Vertretern der Columbitgruppe. Ferner bildet er den orthorhombischen Dimorph zum chemisch völlig identischen, aber tetragonal kristallisierenden Tapiolit-(Mn).

## Eigenschaften

### Morphologie
Tantalit-(Mn) findet sich in Form von kurzprismatischen, isometrischen oder tafeligen Kristallen, die zu parallel oder subparallel angeordneten Aggregaten verwachsen sind. Häufig sind ferner auch massive Anreicherungen oder körnige Aggregate.
Minerale der Columbitgruppe können sehr große Kristalle bilden, jedoch wird für die in der Literatur beschriebenen Kristalle fast nie eine chemische Analyse angegeben, weswegen eine genaue Zuordnung nur selten möglich ist. Große Kristalle sollen aus der Nähe von Ribauè im gleichnamigen Distrikt, Nampula, Mosambik, stammen. Kristalle bis zu 500 kg (Columbit-(Fe)) sind in der Mina La Verde bei La Bella, Provinz Ñuflo de Chavez, Departamento Santa Cruz, Bolivien, gefunden worden.
Eine Tantalit-Masse mit einem Gewicht von „about five hundredweights“ (ca. 254 kg) stammt aus einem gangförmigen Pegmatit bei ML86 H.M., Wodginaa, Pilbara, Western Australia, Australien. J. B. Hanley beschrieb 1953 die Minerale der „Bob Ingersoll Mine“ im Keystone District, South Dakota, Vereinigte Staaten, und konstatierte, dass im Dike No. 1 die Wall-Zone des Cleavelandit-Quarz-Muskovit-Pegmatits „Columbite, commonly in thin plates as much as 2.5 ft. long (0.76 m) and 2 ft. wide (0.61 m)…“ (deutsch Columbit, gewöhnlich in dünnen Platten bis zu 2,5 ft. (76 cm) lang und 2 ft. (61 cm) breit…) enthält. Im Dike No. 2 ist der Quarz-Albit-Pegmatit auf der 4,950-ft-Sohle gröber als an der Oberfläche, „… , and columbite plates are as much as 2.5 ft. long (0.76 m) and 1.3 ft. wide (0.40 m) at this level“ (deutsch … und Columbit-Platten erreichen hier 2.5 ft. Länge (76 cm) und 1.3 ft. Breite (40 cm)). Lincoln R. Page beschrieb diese Kristalle als „…very thin, as I remember, about one quarter of an inch or less.“ (deutsch … sehr dünn, soweit ich mich erinnere, etwa ein Viertel eines Zolls (6,4 mm) oder weniger). Ein ebenfalls in den Black Hills gefundenes Columbit-Kristallaggregat hatte ein Gewicht von ca. 825 kg.
Untersuchungen von Mikhail Yu. Povarennykh in tantalführenden Granitmassiven in Transbaikalien (Russland) und Kasachstan haben gezeigt, dass in diesen Seltenmetallgraniten im Verlaufe der Evolution am Habitus von Mineralen der Columbitgruppe ein Trend von nadeligen und blättrigen Kristallen über tafelige und dicktafelige Kristalle sowie tafelig-säulige Kristalle bis hin zu isometrischen und kurzsäuligen Kristallen zu beobachten ist. Im Einzelnen unterschied er fünf verschiedene Habitustypen.
- Habitustyp I: säulig-nadelförmig und blättrig: {010}, {031}, {130}, {hk0}
- Habitustyp II: tafelig: {010}, {110}, {011}
- Habitustyp III: dicktafelig: {010}, {110}, {0kl}, {111}
- Habitustyp IV: tafelig-säulig: {010}, {001}, {hk0}, {hkl}
- Habitustyp V: isometrisch und kurzsäulig: {001}, {010}, {0kl}, {hk0}, {h0l}[30]

Charakteristisch ist eine Zwillingsbildung nach (021) und/oder nach (023), die neben den klassischen Zwillingen mit einspringenden Winkeln auch pseudohexagonale Drillinge erzeugt. Weiterhin wurden Flächen von {530} und {051} als Zwillingsebenen beobachtet.
Die auf Kristallen von Ivittuut auftretende feine Streifung auf fast allen Flächen, am deutlichsten aber auf {110} zu beobachtende Streifung wird durch Translation parallel {010} erklärt, es handelt sich nicht um einen Kombinationsstreifung. Orientierte Verwachsungen von Columbit auf Samarskit-(Y) von Ånnerød bei Moss, Østfold, Norwegen, werden nach dem Fundort als Ånnerødit bezeichnet. Aus dem Shigar Valley, Gilgit-Baltistan, Pakistan, sind Pseudomorphosen von Tantalit-(Mn) nach Fluornatromikrolith bekannt. Aus dem Rubikon-Pegmatit bei Karibib in Namibia sind Entmischungslamellen von Tantalit-(Mn) in einem Vertreter der Mikrolithgruppe innerhalb der Pyrochlor-Obergruppe, beschrieben worden. Der Vertreter der Mikrolithgruppe sitzt in Amblygonit-Montebrasit und wird von Tapiolit-(Fe), Apatit und Bismut-Mineralen begleitet. Ebenfalls aus dem Rubikon-Pegmatit stammt ein 2 cm großer Tantanlit-(Mn)-Kristall, in dessen schmaler Randzone der Tantalit-(Mn) entlang von Spaltrissen durch Tantalit-(Fe) ersetzt wird. Oleg von Knorring und Eric Condliffe haben gezeigt, dass Manganotantalit (Tantalit-Mn) gelegentlich eine einfache, bereits mit dem bloßen Auge sichtbare Makrozonierung zeigen kann – eine hellere tantalreiche Randzone in den Kristallen, die letztendlich nichts weiter darstellt als eine Tantalanreicherung während der letzten Stadien der pegmatitischen Kristallisation.
Dem Tantalit-(Mn) sehr ähnlich können Columbit-(Mn) und Columbit-(Fe) sein, von denen sich Tantalit-(Mn) ohne chemische Analyse oft nicht eindeutig abgrenzen lässt. Nb-reiche Glieder der Columbitgruppe (also Columbit-(Mn) und Columbit-(Fe)) sind im Allgemeinen tafelig nach (100) entwickelt – und zeigen {010}, {001}, {021} und {111} – oder prismatisch parallel der b-Achse [010]. Ta-reiche Glieder wie der Tantalit-(Mn) sind eher säulig nach der c-Achse [001] ausgebildet und auf {100} oft stark gestreift. Verwechslungen sind auch mit Hämatit – dieser weist aber eine Streifung in nur eine Richtung auf – und Ilmenit sowie Allanit möglich.

### Physikalische und chemische Eigenschaften
Tantalit-(Mn)-Kristalle sind rosa bis nahezu farblos oder rot, rötlichbraun bis schwarz. Ihre Strichfarbe ist entsprechend der Mineralfarbe rot bis scharlachrot oder schwarz bzw. weiß. Die Oberflächen der an dünnen Kanten durchsichtigen, ansonsten durchscheinenden bis opaken Kristalle zeigen einen glas- bis halbmetallartigen Glanz oder sogar einen metallartigen Pechglanz. Tantalit-(Mn) besitzt entsprechend dem Glanz eine hohe Lichtbrechung und eine sehr hohe Doppelbrechung (δ = 0,200). Im reflektierten Licht ist das Mineral farblos, rötlichbraun oder rot und zeigt einen starken Pleochroismus von X = rot über Y = rotbraun nach Z = orange.
Tantalit-(Mn) besitzt zwei verschiedene Spaltbarkeiten: eine deutliche nach (100) und eine weniger deutliche nach (010). Er bricht aufgrund seiner Sprödigkeit aber ähnlich wie Amblygonit bzw. Quarz, wobei die Bruchflächen uneben (wie beim Amblygonit) oder muschelig (wie beim Quarz) ausgebildet sind. Das Mineral weist eine Mohshärte von 6 auf und gehört damit zu den mittelharten Mineralen, die sich ähnlich gut wie das Referenzmineral Orthoklas mit einer Stahlfeile ritzen lassen. Die Vickershärte für Tantalit-(Mn) wurde mit VHN100 = 488 – 681 kg/mm² ermittelt. Die gemessene Dichte für Tantalit-(Mn) beträgt je nach Bearbeiter 6,65 bis 8,00 g/cm³, die berechnete Dichte 8,01 g/cm³. Der für die Bestimmung der Gitterparameter verwendete Kristall weist eine gemessene Dichte von 6,76 g/cm³ und eine berechnete Dichte von 7,073 g/cm³ auf.
Vor dem Lötrohr ist der Tantalit in der Platinpinzette und auf Kohle unschmelzbar; auf Kohle liefert er mit Soda und einem kleinen Zusatz von Borax im Reduktionsfeuer meist etwas metallisches Zinn. Mit Soda und Salpeter erfolgt die Reaktion auf Mangan, im Glaskolben keine Abgabe von Flüchtigem. Bei Eisengehalten wird er von Borax langsam zu einem von Eisen gefärbten Glas aufgelöst, welches bei einem gewissen Grade der Sättigung grauweiß geflattert werden kann, besonders dann, wenn er zuvor mit der Reduktionsflamme behandelt worden ist. Bei völliger Sättigung wird er während der Abkühlung von selbst unklar. Von Phosphorsalz wird er ebenfalls nur langsam zu einem durch Eisenoxid gefärbten Glas gelöst, das im Reduktionsfeuer nach der Abkühlung blassgelb, aber nicht rot wird. Bei der Behandlung mit Zinn auf Kohle wird das Glas grün. Wolframsäure enthaltender Tantalit liefert eine von Eisen gefärbte Phosphorsalzperle, die nach Erhitzung im Reduktionsfeuer und nach Abkühlung dunkelrot wird und diese Farbe auch bei Behandlung mit Zinn auf Kohle beibehält. Wird durch Schmelzen mit Kaliumbisulfat zersetzt. Lichte Auflösung in Schwefelmonochlorid, aus der kalten Lösung entstehen schöne Kristalle. Hiroshi Majima und Kollegen untersuchten die Auflösungsreaktion von Tantalit in wässrigen Lösungen von HF, HF-HCl, NH4F-HCl, HF-H2SO4 und NH4F-H2SO4. Für eine schnelle Auflösung des Tantalits ist die Anwesenheit von H+ und F− notwendig. Die Erhöhung der Konzentration dieser Ionen und der Temperatur tragen zur Erhöhung der Auflösungsrate bei. Anstelle der Verwendung einer schwachen Säure wie HF als Ionenlieferant können Kombinationen von HCl oder H2SO4 und neutralen Fluorsalze wie NH4F als Lösungsmittel verwendet werden.
Tantalit-(Mn) zeigt weder im lang- noch im kurzwelligen UV-Licht eine Fluoreszenz.

## Bildung und Fundorte
Die Minerale der Columbitgruppe kommen als akzessorischer und zumeist primärer Bestandteil von magmatischen Wolfram-, Zinn- und REE-Lagerstätten (alkalische und peralkalische Granite und Syenite), von Alkaligesteins- und Carbonatit-Intrusionen sowie von Graniten (Seltenmetallgranite) und Pegmatiten der LCT-Familie (Li-Cäsium-Tantal) vor, wobei Tantalit-(Mn) mit Ausnahme der Carbonatite in allen dieser verschiedenen Typen zu finden ist. Innerhalb der Pegmatite kann er in allen Hauptstadien der Pegmatitentwicklung auftreten. Während der postmagmatischen Stadien kristallisiert Tantalit-(Mn) auch als Überwachsung oder Verdrängungssaum auf davor gebildeten Mineralen der Columbitgruppe. Mangan- und tantalreiche Vertreter der Columbitgruppe stellen in den Pegmatiten und Graniten in vielen Fällen den Endpunkt der Evolution der Minerale der Columbitgruppe und damit die zuletzt gebildeten Vertreter der Columbitgruppe dar.
Schließlich findet sich Tantalit-(Mn) wie alle Vertreter der Columbitgruppe als detritisches Schwermineral in Seifen.
Typische Begleitminerale des Tantalits-(Mn) sind Albit (auch in seiner Varietät Cleavelandit), Mikroklin, Beryll (insbesondere der Varietät Aquamarin), Lepidolith, Muskovit, Turmalin, Spodumen, Lithiophilit, Triphylin, Amblygonit, Triplit, Samarskit, Apatit, Minerale der Mikrolithgruppe innerhalb der Pyrochlor-Obergruppe und Kassiterit sowie Quarz, Fluorapatit, Topas, Simpsonit und Väyrynenit.
Als eher seltene Mineralbildung ist der Tantalit-(Mn) an verschiedenen Fundorten zum Teil reichlich vorhanden, insgesamt aber wenig verbreitet. Bisher (Stand 2018) konnte das Mineral von ca. 220 Fundpunkten beschrieben werden. Die Typlokalität für Tantalit-(Mn) sind Pegmatitgänge im Bereich der „Utö gruvor“ (Gruben von Utö) auf der Insel Utö, Gemeinde Haninge, Provinz Stockholms län (historische Provinz Södermanland), Schweden. Auf Utö setzen mehrere proterozoische Granitgänge durch die Gesteine im Nordteil der Insel. Einige davon können als LCT-Pegmatite des Petalit-Subtyps klassifiziert werden. Zwei dieser LCT-Pegmatite (einer davon ist ein Lithium-Pegmatit) setzen in alten Eisenbergwerken durch eine Sequenz rhyolithischer Metatuffite, Skarne und Abfolgen von Banded Iron Formation. Diese beiden LCT-Pegmatite sind die Typlokalität für vier Mineralspezies (Spodumen, Petalit, Tantalit-(Mn) und Holmquistit) sowie für das chemische Element Lithium.
Angesichts der sehr großen Anzahl an Fundorten für Tantalit-(Mn) können hier nur die wichtigsten Lagerstätten sowie diejenigen Vorkommen, die größere Kristalle geliefert haben, erwähnt werden. Dazu zählen:
- die Edelsteinpegmatite im „Dara-i-Pech-Pegmatitfeld“, Distrikt Chapa Dara, Provinz Kunar, Afghanistan
- die Pegmatite „Kolum“ und „Mawi“ im „Nilaw-Kolum-Pegmatitfeld“, Distrikt Du Ab; die edelsteinführenden Spodumen-Pegmatite von „Paprok“ im Distrikt Kamdesh; und das „Korgal-Pegmatitfeld“ im Distrikt Nuristan, alle in der Provinz Nuristan, alle in Afghanistan
- das Quarz-Stockwerk mit Greisengängen von „Tamazaror“ bei Laouni, Ahaggar, Provinz Tamanrasset, Algerien
- die Miniera „La Elvirita“ im Distrikt El Quemado, Nevados de Palermo, Departamento La Poma, Provinz Salta; die Pegmatite von „Virorco“ in der Lagerstätte „Las Águilas“ bei El Trapiche und die „Miniera San Luis II“ im Pegmatitfeld Totoral, La Florida, beide im Departamento Coronel Pringles, Provinz San Luis, alle in Argentinien
- die in den gleichnamigen Pegmatiten bauende „Greenbushes Mine“ im „Greenbushes Tinfield“, Bridgetown-Greenbushes Shire und die „Wodgina Tantalite Mine“ bei Wodgina bzw. Abydos Station, Pilbara im Port Hedland Shire, beide in Western Australia, Australien
- „Mina Verde“ bei La Bella, Provinz Ñuflo de Chavez, Departamento Santa Cruz, Bolivien
- der sich 2 km südlich der die beiden Städte Equador und Parelhas verbindenden Hauptstraße befindende Pegmatit „Alto do Giz“ und der Pegmatit „Boqueirão“ bei Parelhas, beide im Bundesstaat Rio Grande do Norte, sowie der Pegmatit Caiçara bei Picuí, Paraíba, alle in der Mineralprovinz „Borborema“, Brasilien
- der „Facciatoia Quarry“ sowie der LCZ-Typ-Pegmatit „Fonte del Prete“, im Ortsteil San Piero in Campo von Campo nell’Elba, Insel Elba, Provinz Livorno, Region Toskana, Italien
- die LCT-Granitpegmatite Koktokay No. 1 und No. 3 der Lagerstätte Altay im Pegmatitfeld Koktokay, Kreis Koktokay bzw. Fuyun, Regierungsbezirk Altay, Kasachischer Autonomer Bezirk Ili, Uigurisches Autonomes Gebiet Xinjiang, Volksrepublik China,
- der von der Tanco-Mine bebaute „Tanco-Pegmatit“ am Bernic Lake, 50 km ostnordöstlich von Lac du Bonnet in Manitoba (Kanada)
- aus den Pegmatiten „Marropino“, „Moneia“, „Morro Conco“, „Muiâne“, „Murrua“ („Morrua“), „Mutala“ und „Naipa“ im Distrikt Alto Ligonha, Provinz Zambezia, sowie aus Ribauè im gleichnamigen Distrikt, Nampula, alle in Mosambik
- das pakistanische Sonderterritorium Gilgit-Baltistan (ehemalige Northern Areas) mit der Fundstelle „Bulochi“ im Astor-Tal, Distrikt Astore sowie den sämtlich im Distrikt Skardu liegenden Lokalitäten „Chhappu“ und „Dassu“ im Braldu-Tal, „Shengus“ und „Stak Nala“ in den Haramosh-Bergen sowie „Mungo“ im Shigar-Tal
- die „Mdara Mine“ und der „Al-Hayat-Claim“ im Gebiet von Bikita bei Masvingo (ehemals Fort Victoria), Simbabwe
- „Jakkalswater“ (Noumas-I-Pegmatit), Steinkopf, Distrikt Namakwa, Landschaft Namaqualand, Provinz Nordkap, Südafrika
- der Bennett Quarry bei Buckfield, Oxford Co., Maine; die „Pinchbeck No. 1 Mine“ und der Pegmatit „Rutherford No. 3“ bei Amelia Courthouse, Amelia County, Virginia; die „Bob Ingersoll Mine“ bei Keystone im gleichnamigen Distrikt, Pennington Co., South Dakota; sowie verschiedene Pegmatite wie z. B. die „Vanderberg-Katerina-Pegmatite“ und die „Katerina Mine“ am Hiriart Mountain bei Pala im gleichnamigen Distrikt, San Diego County, Kalifornien, alle in den USA

Fundstellen für Tantalit-(Mn) aus Deutschland, Österreich und der Schweiz sind damit unbekannt.

## Verwendung
Tantalit-(Mn) ist aufgrund seiner Ta2O5-Gehalte von maximal 86,17 % ein reiches und gesuchtes Tantalerz.
Tantal besitzt eine einzigartige Fähigkeit zur Speicherung und Freisetzung von Energie, weswegen mehr als die Hälfte der Weltproduktion diese Metalls in der Elektronik verwendet wird. Tantalbasierte Komponenten können außergewöhnlich klein sein; andere Elemente können dabei nicht als Ersatz dienen, ohne die Leistung der elektronischen Geräte herabzusetzen. In der Konsequenz wird Tantal als Komponente in allgegenwärtigen Geräten wie Mobiltelefonen, Hörgeräten und Festplatten verwendet. Die geringe mechanische Festigkeit des Tantals und seine hohe Biokompatibilität erlauben es, damit stärkere Substrate wie rostfreie Stähle für medizinische Anwendungen zu überziehen. Hier wird es für Blutgefäßprothesen, Platten, Knochensubstitute und Nahtklammern- und -drähte verwendet. In der chemischen Industrie findet die Korrosionsfestigkeit des Tantals Anwendung in der Auskleidung von Röhren, Tanks und Behältern. Tantaloxide erhöhen den Brechungsindex von Glaslinsen, wohingegen die Härte von Tantalcarbid dieses zu einem idealen Werkstoff für die Herstellung von Schneidwerkzeugen macht.
Obwohl mit einer Härte von 6 für einen Schmuckstein eher weich, wird Tantalit-(Mn) aufgrund der ungewöhnlichen Farbe sowie der hohen Licht- und sehr hohen Doppelbrechung gelegentlich verschliffen. Bilder verschliffener Tantalite-(Mn) sind auf Gemdat.org und bei RealGems.org zu sehen. Der größte der dort abgebildeten Tantalite-(Mn) wiegt 8,35 ct. Das Mineral ist ferner aufgrund der attraktiven Kristalle auch bei Mineralsammlern sehr gefragt.